# Labern
Als Labern wird abwertend ein Sprachgebrauch oder ein Kommunikationsverhalten bezeichnet, das dem Zuhörer wortreich, aber sinnentleert erscheint. Es bedeutet so viel wie ‚dummes Zeug reden‘ oder ‚ohne Pause schwatzen‘.
Das Verb labern ist im Deutschen seit dem 18. Jahrhundert belegt und dialektal durchaus verbreitet. Angenommen wird ein Zusammenhang mit der ebenfalls existierenden Bedeutung ‚leckend trinken‘ (vor allem beim Hund), das mit Lappen (‚Wischtuch‘) zusammenhängt. Bereits Ende des 18. Jahrhunderts erwähnt Johann Christoph Adelung labern neben klatschen, schwatzen und schnattern als ein Synonym zu plaudern. Es existiert auch die Schreibung labbern und neben der Substantivbildung Gelaber auch Gelabber, sowohl als ‚dummes Gerede‘ als auch in der Bedeutung ‚geschmacklose Speise‘.
Ein frühes Auftauchen in der deutschen Schriftsprache wird auf Christoph Martin Wieland (1733–1813) und damit in das Zeitalter der Aufklärung zurückgeführt. In einem Briefwechsel schrieb dieser: „Ich fang an, des Laberns müde zu werden und sehe, daß ich dir noch kein Wort von dem 2ten Transport gesagt habe, den ich gestern von dir erhalten habe.“
Das 19. Jahrhundert kennt den Laberant als ein Wortspiel mit Laborant: „Er gehört zu den Laberanten“ meinte jemanden, der „einfältiges Zeug schwatzt“. Auch die Bezeichnungen Laberhans und Labersack für ‚langweiliger Schwätzer‘ sind überliefert, ebenso Labertasche.